# Сарафоглува къща
Сарафоглувата къща (на гръцки: Αρχοντικό Σαράφογλου) е историческа постройка в град Бер, Гърция.

## Местоположение
Къщата е разположена в централната махала Кириотиса, зад катедралата „Св. св. Петър и Павел“ и митрополията и в нея днес се намира Берският етнографски музей.

## История и архитектура
Историята на сградата се разкрива при откриването на архива на последните собственици на къщата – семейство Сарафоглу. Първоначалната конструкция на къщата датира от XVIII век. В 1766 година къщата е закупена от земеделеца Андониос Камбуроникос. По това време в пригодени помещения на приземния етаж се съхранява лозе и се произвежда вино от особственика. В началото на XIX век богатият търговец Георгиос Петрас се жени за дъщерята на Камбуроникос и се заселва в къщата. Големите допълнения към постройката са от този период. По това време сградата придобива образа си на богат градски дом с много помещения и забележителна вътрешна украса, която обаче е свалена по време на Първата световна война. В 1870 година занаятчията и собственик на воденица Константин Сарафоглу се жени за дъщерята на Петрас и заживява в имението.
Съвременния си цялостен изглед къщата придобива в XIX век след направените допълнения към постройката, които обаче не изменят цялостното излъчване. Сградата е типичен пример за строителството в Бер за времето си. Портата води към голям и покрит каменен вътрешен двор с геометрични мотиви. От лявата страна на вътрешния вор са били бъчвите и мястото за сухранение на лозето. Дървено стълбище води от закрития двор до коридора в къщата. Помещенията на партера се отварят към голяма зала с повдигнати галерии от двете страни и остъклени части. Впечатляващият приземен етаж, който освен, че е полуотворен, има също така много дървени колони, които му придават театралност.
Имението е с богата вътрешна украса, но декорацията на таваните, стенописите, декоративните фризове на стените, таванските прозорци и дървените подови настилки са извадени от френски войници по време на Първата световна война и са прехвърлени в чужбина. След това имението Сарафоглу става собственост на община Бер.
Къщата е реставрирана, за да се нанесе в нея Берският етнографски музей.